# Марцелін (Паєнчанський повіт)
Марцелін (пол. Marcelin) — село в Польщі, у гміні Жонсня Паєнчанського повіту Лодзинського воєводства.
Населення — 53 особи (2011).
У 1975-1998 роках село належало до Пйотрковського воєводства.

## Демографія
Демографічна структура станом на 31 березня 2011 року:
|          | Загалом | Допрацездатний вік | Працездатний вік | Постпрацездатний вік |
| -------- | ------- | ------------------ | ---------------- | -------------------- |
| Чоловіки | 26      | 6                  | 17               | 3                    |
| Жінки    | 27      | 10                 | 13               | 4                    |
| Разом    | 53      | 16                 | 30               | 7                    |